# Epitrimerus taraxaci
Epitrimerus taraxaci är en spindeldjursart som beskrevs av Johan Ivar Liro 1943. Epitrimerus taraxaci ingår i släktet Epitrimerus, och familjen Eriophyidae. Arten är reproducerande i Sverige.